# Mihail Kogălniceanu, Tulcea
Mihail Kogălniceanu (în trecut Enichioi) este satul de reședință al comunei cu același nume din județul Tulcea, Dobrogea, România.